# Telmatoscopus colorbrina
Telmatoscopus colorbrina és una espècie d'insecte dípter pertanyent a la família dels psicòdids.

## Descripció
- Mascle: tíbia i fèmur amb la mateixa longitud; edeagus asimètric; ales de 2,05 mm de llargària i 0,90 d'amplada.
- La femella no ha estat encara descrita.[3]

## Distribució geogràfica
Es troba a Indonèsia: Papua Occidental.